# Trupanea isolata
Trupanea isolata är en tvåvingeart som beskrevs av Hardy 1973. Trupanea isolata ingår i släktet Trupanea och familjen borrflugor.
Artens utbredningsområde är Vietnam. Inga underarter finns listade i Catalogue of Life.